# Kroatië op het Eurovisiesongfestival 1994
Kroatië nam deel aan het Eurovisiesongfestival 1994 in Dublin, Ierland. Het was de 2de deelname van het land op het Eurovisiesongfestival. De selectie verliep via het jaarlijkse Dora. HRT was verantwoordelijk voor de Kroatische bijdrage voor de editie van 1994.

## Selectieprocedure
De nationale finale werd gehouden in Opatija op 20 maart 1994.
In totaal deden er 21 artiesten mee aan deze finale en de winnaar werd gekozen door televoting.

| Volgorde | Artiest                   | Lied                      | Plaats | Punten |
| -------- | ------------------------- | ------------------------- | ------ | ------ |
| 1        | Valentina                 | "Made in Europe"          | 16     | 1      |
| 2        | Oliver Dragojević         | "Arja"                    | 4      | 50     |
| 3        | Mladen Grdović            | "Život svoj"              | 11     | 9      |
| 4        | Mucalo                    | "Mala"                    | 19     | 0      |
| 5        | Marina Tomašević          | "Mama Marina"             | 14     | 3      |
| 6        | Đani Maršan               | "Ja te volim"             | 2      | 57     |
| 7        | Gabi Soža                 | "Tebe nema"               | 9      | 23     |
| 8        | Nino Bosco                | "Daj nam ljubavi"         | 16     | 1      |
| 9        | Vinko Coce                | "Zlato moje"              | 6      | 34     |
| 10       | Nina Badrić               | "Godine nestvarne"        | 10     | 10     |
| 11       | Zorica Kondža             | "Ti si moj"               | 4      | 50     |
| 12       | Anđeli                    | "Sjene u noći"            | 13     | 5      |
| 13       | Neno Belan                | "Mama"                    | 14     | 3      |
| 14       | Boris Novković            | "Emily"                   | 7      | 26     |
| 15       | Matteo                    | "Arrivederci signorina"   | 3      | 56     |
| 16       | Nada Rocco & Branko Blaće | "Živim od ljubavi"        | 16     | 1      |
| 17       | Pero Panjković            | "Jedino s tobom"          | 7      | 26     |
| 18       | Romantic                  | "Miris vremena"           | 19     | 0      |
| 19       | Annamaria                 | "Na kraj svijeta"         | 19     | 0      |
| 20       | Ivo Amulić                | "Vjeruj mi"               | 12     | 7      |
| 21       | Tony Cetinski             | "Nek' ti bude ljubav sva" | 1      | 77     |

## In Dublin
In Ierland moest Kroatië optreden als 7de van 25 deelnemers, net na het Verenigd Koninkrijk en voor Portugal. Op het einde van de puntentelling bleken ze op een 16e plaats te zijn geëindigd met 27 punten.
Men ontving 1 keer het maximum van de punten.
België nam niet deel in 1994 en Nederland had geen punten over voor deze inzending.

### Gekregen punten

#### Finale
| 12 punten     | 10 punten | 8 punten | 7 punten | 6 punten |
| ------------- | --------- | -------- | -------- | -------- |
| - Slowakije   | - Malta   |          |          |          |
| 5 punten      | 4 punten  | 3 punten | 2 punten | 1 punt   |
| - Griekenland |           |          |          |          |

### Punten gegeven door Kroatië

#### Finale
Punten gegeven in de finale:
| 12 punten | Ierland               |
| 10 punten | Duitsland             |
| 8 punten  | Polen                 |
| 7 punten  | Malta                 |
| 6 punten  | Verenigd Koninkrijk   |
| 5 punten  | Hongarije             |
| 4 punten  | Bosnië en Herzegovina |
| 3 punten  | Noorwegen             |
| 2 punten  | Oostenrijk            |
| 1 punt    | Rusland               |